# Il campanello
Il campanello è una farsa in un atto di Gaetano Donizetti, nota anche con i titoli Il campanello di notte e Il campanello dello speziale.
Il libretto, scritto dallo stesso Donizetti, è tratto dal vaudeville di Léon Lévy Brunswick, Mathieu-Barthélemy Troin e Victor Lhérie La sonnette de la nuit (Il campanello di notte).
Alla sua prima rappresentazione, avvenuta al Teatro Nuovo di Napoli il 1º giugno del 1836, l'opera conteneva alcuni dialoghi parlati in napoletano. L'anno successivo l'autore trasformò i dialoghi in recitativi, adattando l'intero libretto alla lingua italiana per favorire la diffusione del lavoro. Nell'occasione operò altre modifiche, di natura musicale, e aggiunse un duetto tra Annibale ed Enrico.

## Rappresentazioni
Il 25 novembre 1839 avvenne la prima al Teatro Carlo Felice di Genova col titolo "Il campanello di notte". Al Teatro Regio di Parma la prima è stata il 29 settembre 1847; nel 1851 fu rappresentato con successo al Teatro della Canobbiana di Milano.
Nel 1860 avvenne la prima nel Teatro Riccardi (oggi Teatro Donizetti) come Il campanello dello speziale con Alessandro Bottero. Nel 1865 fu in scena a Parigi nella traduzione di Jules Ruelle. Nel 1881 andò in scena al Teatro Reinach di Parma e nel 1882 a Catania.
In tempi più recenti al Teatro La Fenice di Venezia la prima fu nel 1946 e nel 1948 al Teatro della Pergola di Firenze rappresentato come Il campanello dello speziale diretta da Gianandrea Gavazzeni.
Nel 1949 avviene la prima nel Teatro Nuovo di Torino diretta da Gianandrea Gavazzeni con Piero Guelfi e Fernando Corena. Alla Piccola Scala nel 1957 la rappresentazione fu diretta da Nino Sanzogno con Fernando Corena, Fiorenza Cossotto, Rolando Panerai e Angelo Mercuriali.
A Stoccarda e a Dortmund nel 1966 andò in scena diretta da Ettore Gracis con Alfredo Mariotti, mentre nel 1979 andò in scena a Bregenz con Mariella Devia, Leo Nucci e Giuseppe Taddei.
Al Teatro Regio di Torino la prima è stata nel 1995 con Enzo Dara e Leo Nucci.

## Cast della prima assoluta
| Personaggio  | Interprete           |
| ------------ | -------------------- |
| Serafina     | Giovanna Schoultz    |
| Don Annibale | Raffaele Casaccia    |
| Spiridione   | Domenico Ronconi     |
| Rosa         | Amalia Schütz Oldosi |
| Enrico       | Giorgio Ronconi      |

## Trama
La vicenda si svolge a Napoli.
La giovane e bella Serafina viene promessa in sposa allo speziale Don Annibale Pistacchio, con gran dispetto dell'innamorato di Serafina (ricambiato), il giovane Enrico. Nonostante i tentativi di impedire il matrimonio, la cerimonia viene fissata per il giorno precedente la partenza di Don Annibale per Roma, ove lo speziale deve assolutamente recarsi per presenziare all'apertura del testamento di una sua zia defunta e dove si fermerà per più di un mese. Appreso questo fatto Enrico, con la complicità di Serafina, cerca in tutti i modi di impedire che il matrimonio venga consumato quella notte, così da guadagnar tempo per un successivo tentativo di farlo annullare. Lo speziale è obbligato in forza di legge a fornire i suoi prodotti medicinali a chi ne faccia richiesta anche di notte e quindi il campanello esterno alla bottega, sita sotto l'abitazione dello speziale, sarà lo strumento di Enrico per disturbare la prima notte di nozze di Don Annibale. Presentandosi via via sotto spoglie diverse (un francese ammalato, un cantante rauco e un vecchietto ironico che canterà la famosa e difficilissima aria Mio signore venerato) Enrico continuerà a farsi ricevere da Don Annibale, suonando appunto il campanello, con i pretesti più strampalati finché, giunta l'alba, lo speziale dovrà partire in diligenza per Roma lasciando Serafina illibata a casa.
Il basso continuo nei recitativi secchi è eseguito da un clavicembalo o nelle rappresentazioni più moderne da un pianoforte.

## Struttura musicale

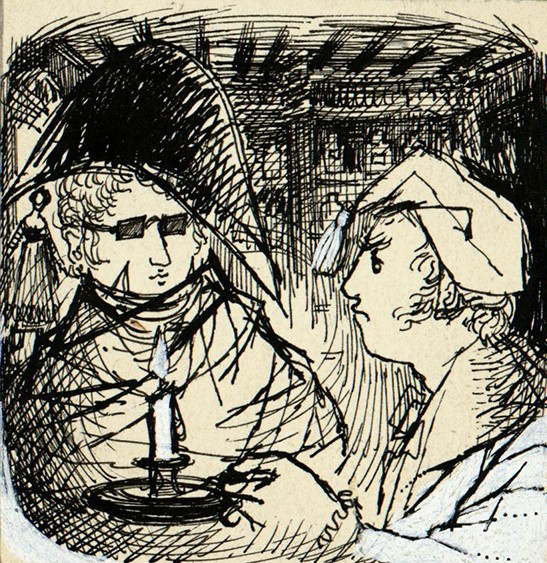
Disegno per copertina di libretto, disegno per Il campanello (s.d.). Archivio Storico Ricordi

### Atto Unico
- N. 1 - Introduzione e Cavatina di Annibale Evviva Don Annibale - Bella cosa amici cari (Coro, Annibale)
- N. 2 - Duetto fra Enrico e Serafina Non fuggir!... T'arresta, ingrata!
- N. 3 - Brindisi di Enrico Mesci, mesci e sperda il vento (Enrico, Coro)
- N. 4 - Duetto fra Enrico e Annibale Ho una bella, un'infedele
- N. 5 - Aria di Enrico Mio signore venerato (Enrico, Annibale)
- N. 6 - Finale Da me lungi ancor vivendo (Serafina, Enrico, Coro, Annibale, Spiridione, Rosa)

## Discografia
| Anno | Cast: Serafina, Enrico, Don Annibale, Rosa, Spiridione                                       | Direttore, Orchestra e Coro | Etichetta                                                                         |
| ---- | -------------------------------------------------------------------------------------------- | --- | --------------------------------------------------------------------------------- |
| 1949 | Clara Scarangella, Renato Capecchi, Sesto Bruscantini, Mitì Truccato Pace, Angelo Mercuriali | Alfredo Simonetto, Orchestra e Coro della RAI di Torino                                                                                                  | LP: CETRA 50027 CD: URANIA 22.113 (1999) WARNER FONIT WF 5050.467.1044.2.6 (2004) |
| 1965 | Emma Bruno De Sanctis, Alberto Rinaldi, Alfredo Mariotti, Flora Rafanelli, Mario Guggia      | Ettore Gracis, Orchestra e Coro del Teatro La Fenice di Venezia                                                                                          | LP: DEUTSCHE GRAMMOPHON DG 139 123                                                |
| 1979 | Mariella Devia, Leo Nucci, Giuseppe Taddei, Bianca Maria Casoni, Carlo Gaifa                 | Bruno Amaducci, Wiener Symphoniker (Registrato dal vivo a Bregenz)                                                                                       | LP: HRE 403                                                                       |
| 1980 | Elena Baggiore, Giorgio Gatti, Alfredo Mariotti, Stella Silva, Mario Marchisio               | Gianfranco Rivoli , Orchestra della Suisse Romande e Coro Radio Lyrique                                                                                  | CD: GG001                                                                         |
| 1981 | Sof'ja Jal'ševa, Sergej Lejferkus, Andrej Khramtsov, Taisija Kuznetsova, ?                   | Robert Ljuter, Kirov Opera Orchestra e Chamber Chorus (Cantato in russo)                                                                                 | LP: MELODIYA C10 17323009 RK 11320                                                |
| 1983 | Agnes Baltsa, Angelo Romero, Enzo Dara, Bianca Maria Casoni, Carlo Gaifa                     | Gary Bertini, Orchestra Sinfonica di Vienna e Coro dell'Opera di Stato di Vienna                                                                         | LP: CBS 38450 (1984) PRO-ARTE PAD 125 CD: CBS MK 38450 (1988)                     |
| 1995 | Anna Rita Taliento, Leo Nucci, Enzo Dara, Cinzia De Mola, Luca Casalin                       | Fabrizio Maria Carminati, Orchestra e Coro del Teatro Regio di Torino (Registrato dal vivo nel mese di maggio)                                           | CD: BMG Ricordi 74321 35613-2 (1996) Ricordi RFCD 2024.1                          |
| 1996 | Madeline Bender, Shon Sims, Samuel Hepler, Barbara Kokolus, James Powell                     | Christopher Larkin, Orchestra e Coro della Manhattan School of Music (Registrato dal vivo nel mese di aprile)                                            | CD: Newport Classics NPD 85608                                                    |
| 1997 | Francesca Rinaldi, Piero Guarnera, Giorgio Gatti, Daniela Gentile, Massimo Iannone           | Giorgio Proietti, Orchestra e Coro del Conservatorio «Giovanni Pierluigi da Palestrina» di Cagliari (Registrato dal vivo al Teatro Comunale di Cagliari) | CD: Bongiovanni GB 2207-2                                                         |
| 2009 | Sachika Ito, Luciano Miotto, Carlo Torriani, Michiko Dekita, Sebastian Garramon Ferrada      | Francesco Ledda, Regia di Pietro Ballo, (Registrazione dal vivo nel dicembre 2009 al Teatro di Adrano)                                                   | DVD: Kikko Music                                                                  |
| 2010 | Stefania Donzelli, Roberto De Candia, Alfonso Antoniozzi, Elena Bresciani, Martino D'Amico   | Marco Beltrami, Orchestra Sinfonica G. Rossini e Coro del Teatro della Fortuna (Registrato dal vivo al Teatro della Fortuna di Fano)                     | DVD: Bongiovanni AB 20020 (2012)                                                  |

### Edizione critica
Il campanello a cura di Ilaria Narici, Ricordi, Milano 1998 - ISBN 0634070789